# ليمان بيرسون باول
ليمان بيرسون باول (بالإنجليزية: Lyman Pierson Powell)‏ هو كاتب سير ومؤرخ أمريكي، ولد في 21 سبتمبر 1866 في فارمنغتون في الولايات المتحدة، وتوفي في 10 فبراير 1946 في موريستاون في الولايات المتحدة.